# Jérémy Lecroq
Jérémy Lecroq (Paris, 7 de abril de 1995) é um ciclista francês, membro da equipa B&B Hotels p/b KTM.

## Palmarés
- 2018
- Grande Prêmio Villa de Lillers